# Луїза Райнер
Луї́за Ра́йнер (нім. Luise Rainer, 12 січня 1910, Відень, Австро-Угорщина — 30 грудня 2014, Лондон, Велика Британія) — німецька акторка театру, кіно та телебачення. Перша акторка, що отримала два «Оскари», та перша лауреатка премії два роки поспіль. На момент смерті була найстаршою з лауреатів премії «Оскар».

## Біографія
Дочка Генріха Райнера і Емілі Райнер (до шлюбу Кенігсбергер), Луїза народилася і здобула освіту у Відні. Вперше вона з'явилася на сцені в 1928 в театрі Дюмонт свого рідного міста. Пізніше грала в таких п'єсах, як «Мадемуазель» Жака Деваля, «Люди в білому» Сіднея Кінгслі, «Свята Іоанна» Джорджа Бернарда Шоу, «Міра за міру» Вільяма Шекспіра, «Шість персонажів у пошуках автора» Луїджі Піранделло. Крім того, працювала у віденському театрі Макса Рейнхардта. Вона вже знялася в кількох німецьких фільмах, коли зустріла агента голлівудської кіностудії «Metro-Goldwyn-Mayer».
Будучи єврейкою, напередодні Аншлюсу Райнер була змушена виїхати до Голлівуду (1935). За сприянням Луїса Б. Маєра вона знялася в кількох великих проєктах його студії: «Великий Зігфельд» (1936), «Добра земля» (1937) і «Великий вальс» (1938).
За ролі в перших двох картинах Райнер отримала два «Оскари» підряд. Такий успіх був безпрецедентним для іноземки, проте за словами самої акторка, ці дві премії — найгірше, що відбулося в її кар'єрі. На думку багатьох критиків, гра Райнер у фільмі «Добра земля» була не такою доброю, як гра Грети Гарбо у фільмі «Дама з камеліями». З легкої руки Райнер з'явилося уявлення про «оскарівське прокляття»: вигравши заповітну статуетку, актор вже не може зіграти нічого путнього.

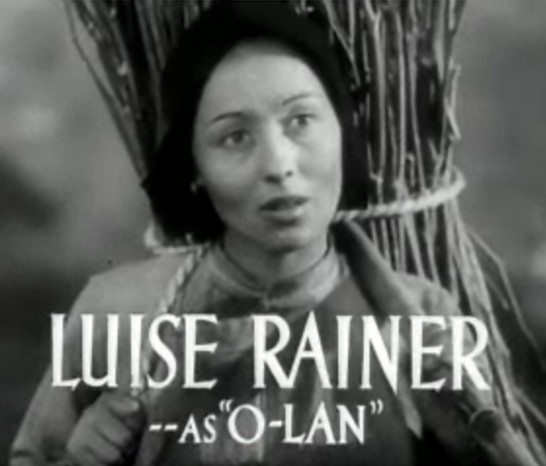
У фільмі «Добра земля» (1937)

Після 1938 Луїза Райнер зіграла ще в кількох фільмах, жоден не був успішним. Вона хотіла виконувати серйозні ролі, однак керівництво студії не погоджувався на це. Крім того, Райнер вимагала підвищення гонорару, через що їй створили репутацію непростої і запальної людини. Розчарувавшись у Голлівуді, акторка розірвала контракт з кіностудією і одружилася з драматургом Кліффордом Одетсом (через три роки розлучилася). Попри всі складнощі з кіноіндустрією, Луїза Райнер була однією з акторок, що розглядалися на роль Скарлетт О'Гари у фільмі «Віднесені вітром».
1 травня 1939 року Райнер вперше зіграла в театрі Великої Британії, а в травні 1942 — в театрі США. У 1943 вона з'явилася у фільмі «Заручники», а в наступному році остаточно покинула Голлівуд. Незадовго до цього одружилася з видавцем Робертом Ніттелом. Народила дочку Франческу і була у шлюбі до смерті чоловіка у 1989 році.
Попри те, що в 1940-ві Райнер стала громадянкою США, велику частину життя вона провела в Великої Британії, де і живе досі в квартирі, яка раніше належала Вів'єн Лі.
Після відходу з кіно Райнер стала епізодично з'являтися на телебаченні. Наприкінці 1950-х вона відхилила роль у фільмі «Солодке життя» Федеріко Фелліні. У віці 87 років Райнер несподівано повернулася в кіно, зігравши в угорській кіноверсії роману Достоєвського «Гравець».
Її також можна було побачити на ювілейних церемоніях вручення «Оскарів» в 1998 і 2003 роках.
Луїза Райнер має Зірку на Голлівудської алеї слави.

## Фільмографія
- 1936: Великий Зігфельд / The Great Ziegfeld — Анна Гельд